# 巴贝里尼宫

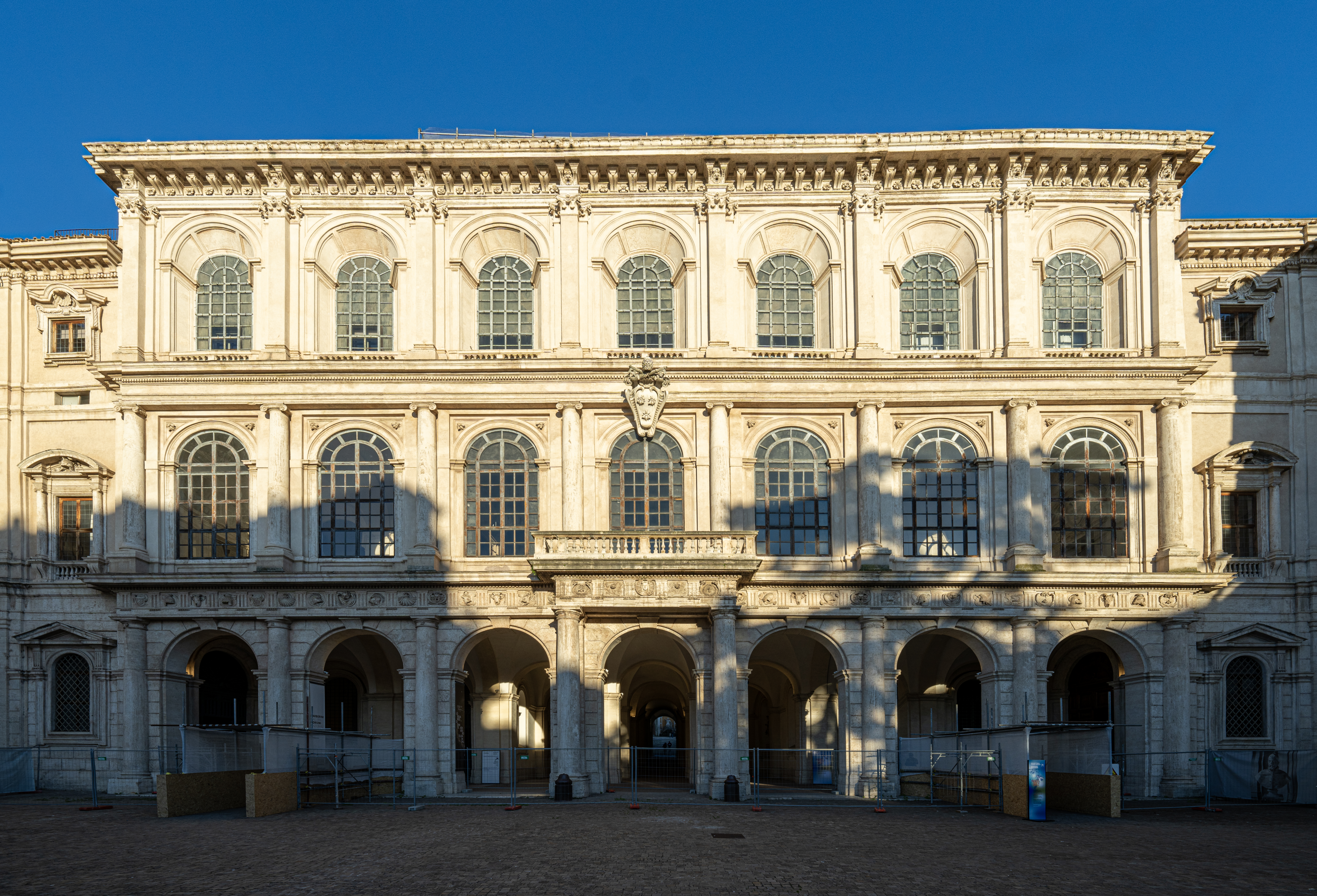
巴贝里尼宫

巴贝里尼宫（義大利語：Palazzo Barberini）是罗马的一座宫殿，面对巴贝里尼广场，是國立古代藝術美術館的一部分。

## 历史
这片斜坡地曾经是斯福尔扎家族的葡萄园，1549年在其中建成palazzetto。在16世纪，这片斜坡地从一个枢机转到另一个枢机手中。 
当枢机主教亚历山德罗·斯福尔扎遇到经济困难，当时这个半郊区的地点在1625年由巴贝里尼家族的馬費奧·巴贝里尼购买，后来他登上了教宗宝座，即乌尔班八世。 

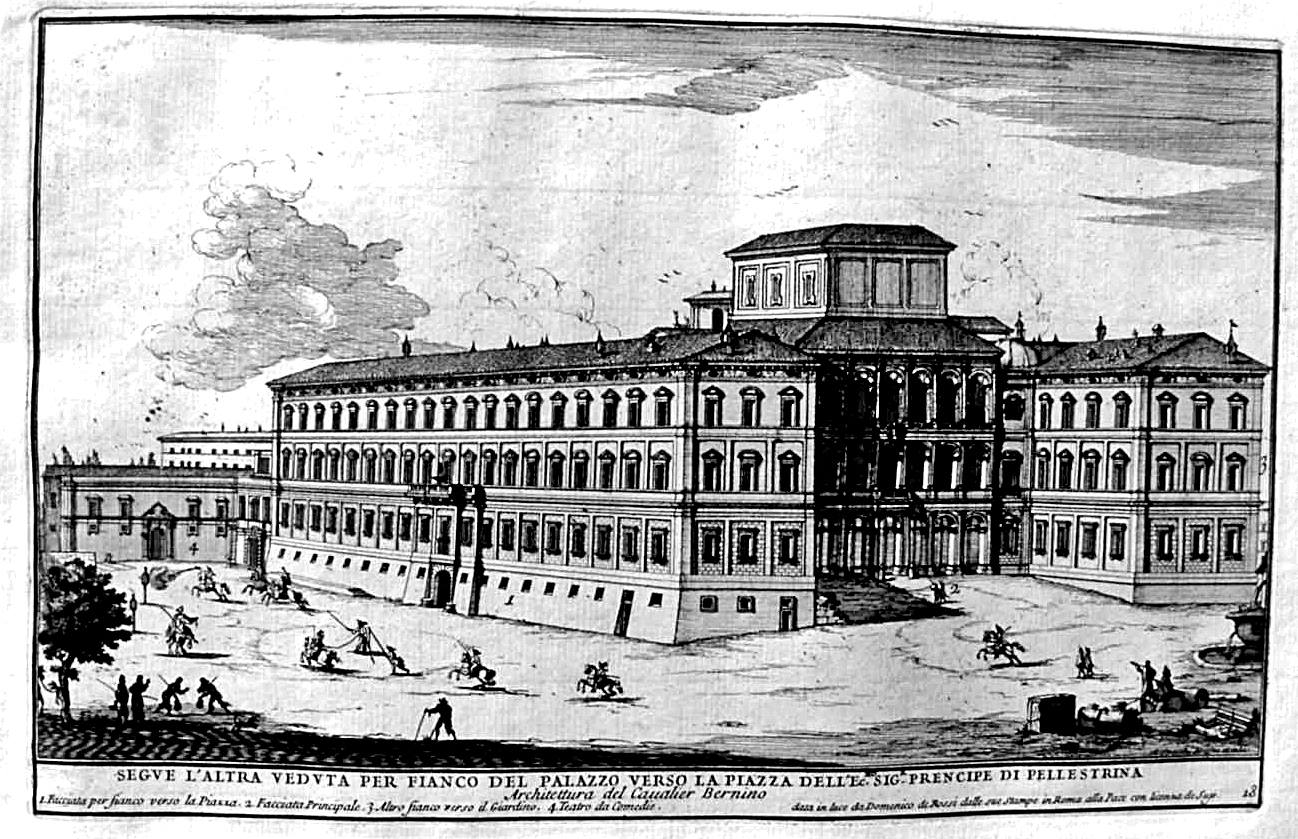
18世纪雕刻

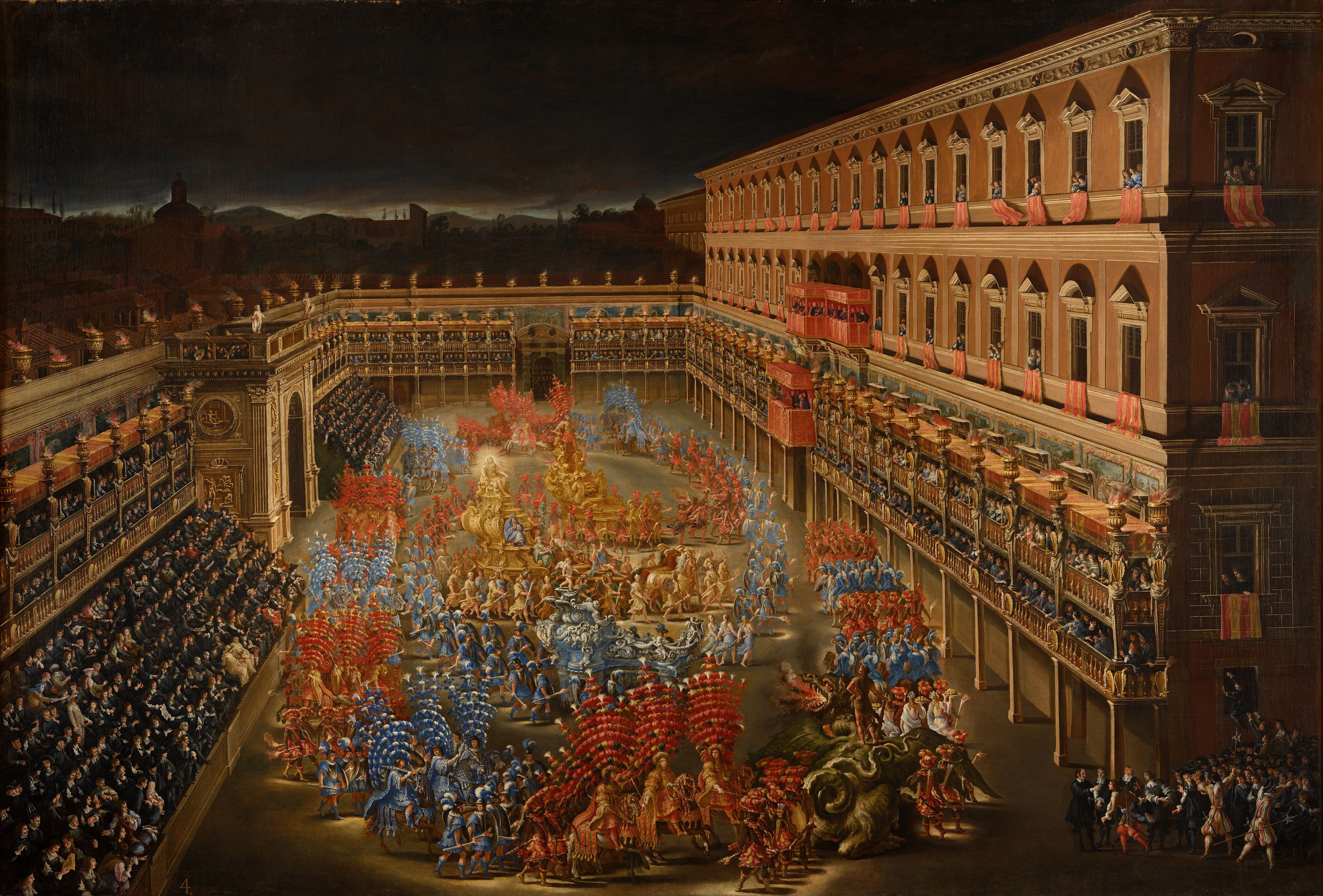
1656年2月28日，巴贝里尼宫欢迎克里斯蒂娜女王的庆典

三个伟大的建筑师创造了这座宫殿，每个都为这座建筑贡献了自己的风格和特色。卡洛·馬代爾諾，当时正在延伸圣伯多禄大殿的走道，受命修建带花园的巨大别墅。 
1627年开始，馬代爾諾的遠房表親博罗米尼成为他的助手。当馬代爾諾于1629年去世后，博罗米尼和济安·贝尼尼两位建筑师一起工作，于1633年完成工程。
卡斯特羅戰爭和乌尔班八世去世后，这座宫殿被英诺森十世没收，1653年才归还巴贝里尼家族。